# Гельмінти
Гельмі́нти (від дав.-гр. ἕλμινθος — паразитичні / паразитні черви / черв'яки; по-простому — глисти) — загальна назва паразитичних червів, які паразитують в організмі тварин (царство Animalia), людини (наприклад, у кишках або порожнині тіла, чи в інших тканинах) і спричинюють гельмінтози (англ. helminthiasis). Немає такого органу у людини і будь-якої тварини, в якому не могли б паразитувати ті чи інші гельмінти. Вивченням гельмінтів займається гельмінтологія, проблемами зараження гельмінтами людей, хворобами, які вони спричинюють, займається медична паразитологія.
Ще в давнину люди виявляли в організмі домашніх тварин червів різного розміру, помічали їх і в людини. У давньоєгипетському джерелі — папірусі Еберса є перші відомості про хворобу, яку, як нині відомо, спричинюють шистосоми. Перші наукові описи деяких паразитичних червів зробив Гіппократ (гострик, аскарида, ехінокок), який ввів до медичного ужитку терміни «гельмінт» і «гельмінтоз».
В українській медичній термінології та її літературних джерелах існують іноді декілька назв певних гельмінтів, зокрема, для Opisthorchis felineus — котячі двовустеці / двороти / сисуни / двоустки. Тому при невизначеності назви доцільно використовувати міжнародну латинську назву гельмінта.

## Актуальність
На сьогодні відомо, що 384 види гельмінтів здатні паразитувати в людини:
- 207 видів відносять до типу плоских червів, класів стьожкових червів і сисунів / смоктальників (підкласу дігенеї);
- 146 видів — до типу круглих червів;
- 24 види — до типу волосатиків;
- 7 видів — до типу скребликів / скреблянок.

Вони здатні спричиняти хвороби у тварин і людей, що завдає величезної шкоди здоров'ю, зумовлюючи значний економічний збиток.
Детальніші відомості з цієї теми ви можете знайти в статті Гельмінтози.

## Класифікація гельмінтів, здатних уражати людей

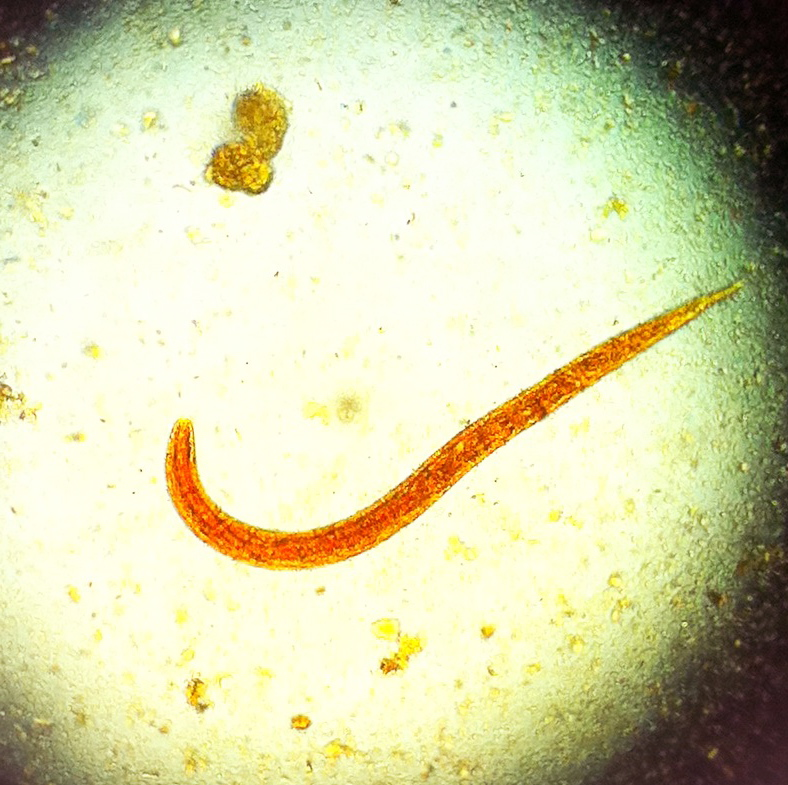
Кишкова вугриця — представник нематод, збудник стронгілоїдозу.

### За біологічними особливостями

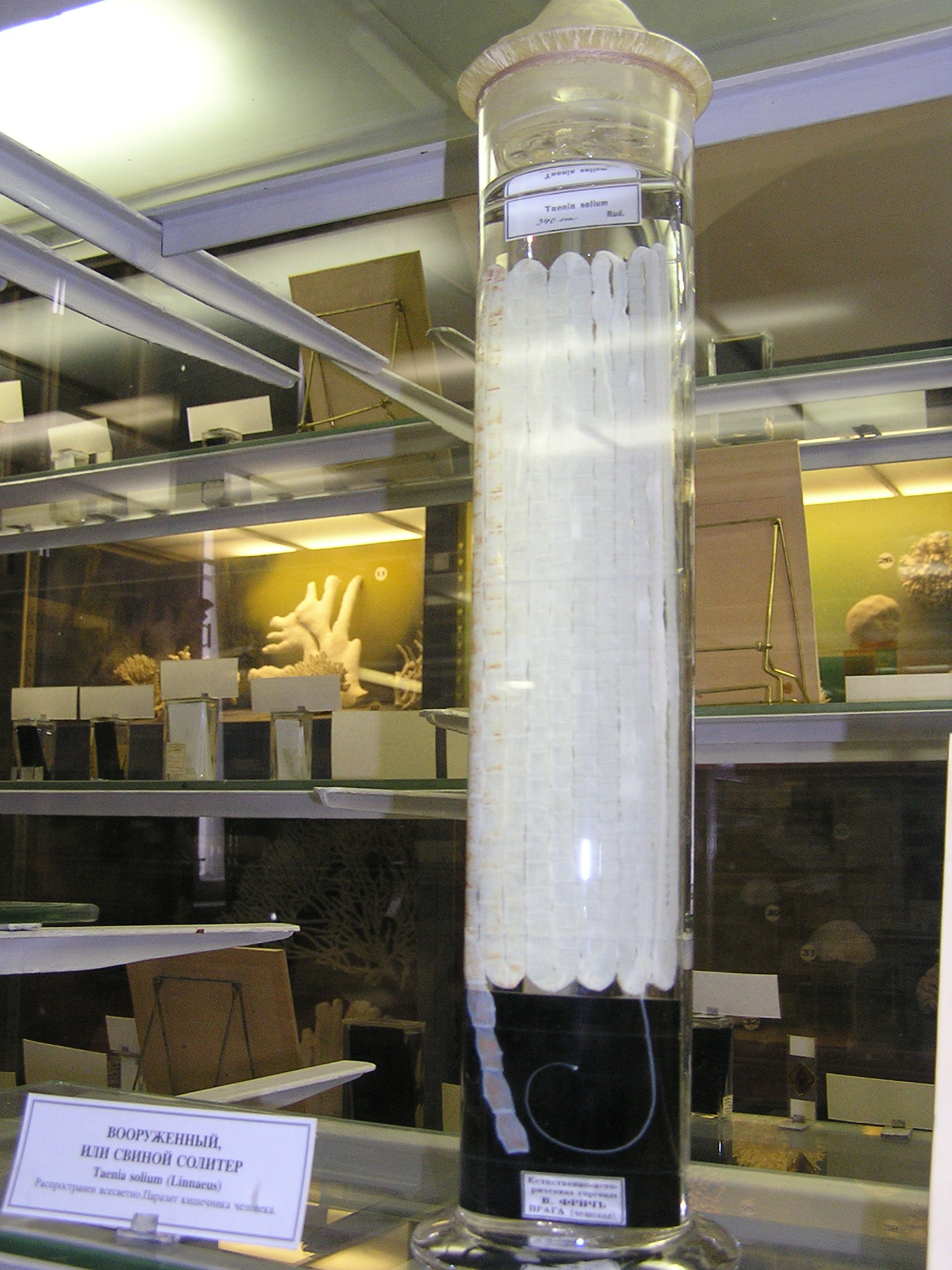
Ціп'як свинячий (музейний експонат). Іноді сягає 6 м завдовжки.

З урахуванням біологічних особливостей гельмінтів, які спричинюють гельмінтози в людей і тварин, поділяють на 4 типи:
1. Плоскі черви (лат. Plathelminthes), серед яких виділяють патогенні для людей:
- клас стрічкових/стьожкових гельмінтів (Цестоди, лат. Cestoda) — бичачий, свинячий, карликовий ціп'яки, різноманітні стьожківці, ехінокок, альвеокок тощо;

До цестод відносять тих гельмінтів, які, головним чином, мають такі основні ознаки:
- мають стрічкоподібну форму, а тіло гельмінта складається з тісно пов'язаних сегментів (проглотид). Ці проглотиди об'єднані в ланцюжок (стробілу) і прикріплені до головки (сколекса). Найбільш дистальні від сколексу проглотиди, які містять матку, переповнену яйцями, здатні відділятися від стробіли і виходити в довкілля з кишок (окрім дифілоботрід);

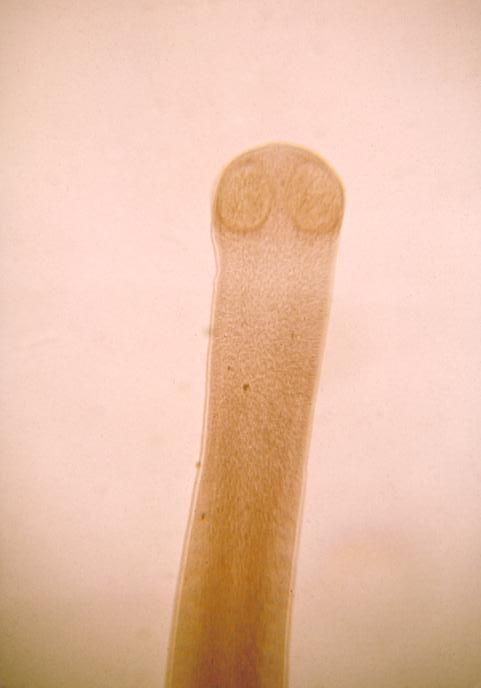
Сколекс Hymenolepis diminuta (пацючого карликового ціп'яка), який зрідка паразитує у людей в кишках.

- в статевозрілій стадії живуть у кишках і фіксуються до слизової за допомогою спеціального ротового апарату (присоски, борозни та хоботки);
- не мають кишкової трубки, а харчування гельмінта йде всією поверхнею за допомогою мікроворсинок, які покривають усю стробілу ззовні, всередині тіла гельмінта є ферменти, які перетравлюють всмоктані з кишок хазяїна. Екскреція відбувається за допомогою складної системи збиральних трубок;
- не мають порожнини тіла, а внутрішні органи розташовані в пухкій клітинній паренхімі, нервову систему складають головний сколексний вузол та поздовжні нервові стовбури;
- є гермафродитами, які запліднюються або перехресно (між сусідніми проглотидами) або в одній й тій же проглотиді, де є обидва статеві апарати.

Гельмінтози, які спричинюють цестоди, називаються цестодозами.
- клас сисунів / смоктальників (Трематоди, лат. Trematoda) — котячий сисун (або сибірський двовустець, або дворот), печінковий сисун (двовустець/дворот), гігантський сисун, китайський печінковий сисун тощо.

Трематоди характеризуються головним чином:
- відсутністю сегментування;
- листоподібною або ланцетоподібною формою;
- наявністю двох присосок, що визначило ще одну їхню загальну назву двовустеці або двороти.
- гермафродитизмом (окрім шистосом);
- приналежністю до біогельмінтів — у них складний цикл розвитку, обов'язково з проміжним хазяїном (різні види молюсків), а часто і додатковим хазяїном (риби, раки, краби).

Гельмінтози, які спричинюють трематоди, називають трематодозами.
Окрім цього в типі плоских гельмінтів виділяють ще два класи: Турбелярії (Turbellaria) і Моногенеї (Monogenea), які не здатні заражати людину.
Детальніші відомості з цієї теми ви можете знайти в статті Плоскі черви.

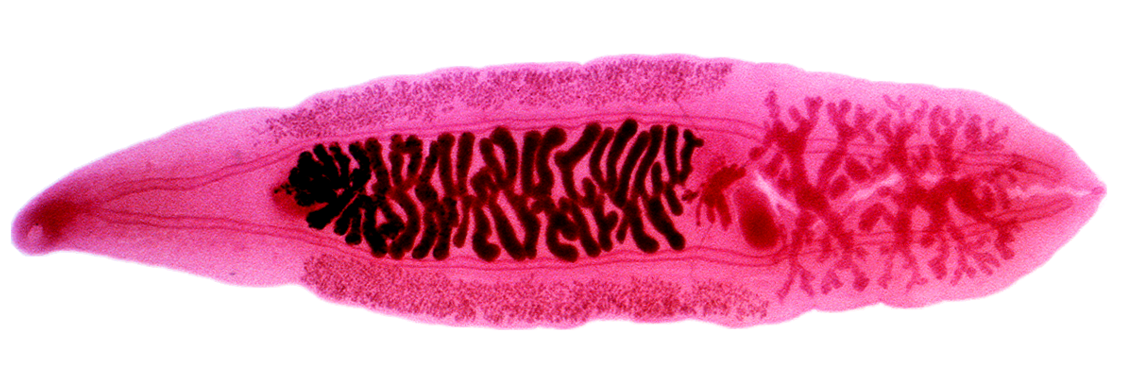
Внутрішня будова типової трематоди — Clonorchis sinensis (китайського печінкового сисуна).

2. Круглі черви (Нематоди, лат. Nematoda, Nemathelminthes — гострик, аскарида, волосоголовець людський, трихінела, анкілостома, кишкова вугриця (угриця), ришта, тощо. У людей серед сукупності гельмінтозів переважають ті, що їх спричинюють саме нематоди.
Цим гельмінтам притаманні, головним чином, такі основні риси:
- круглий перетин тіла;
- ззовні є щільна білкова кутикула, під якою розміщений м'язовий шар з поздовжніх волокон, завдяки яким та переміщенню рідини в порожнині самих червів гельмінти активно рухаються;
- роздільностатевість;
- розвинені системи: м'язова, нервова, травна і статева;
- живуть у всіх середовищах існування.

Поділяються на класи — Chromadorea (включає 14 рядів), Enoplea (11 рядів) і Dorylaimea (8 рядів). Гельмінтози, які спричинюють нематоди, називаються нематодозами.
Детальніші відомості з цієї теми ви можете знайти в статті Нематоди.
3. Волосатики (лат. Nematomorpha, народне — «живий волос») — окремі гельмінти комах, які можуть іноді потрапляти до людини при випадковому заковтуванні комах;
Головним чином вони характеризуються:
- є паразитоїдами — личинки ведуть паразитичне життя, тоді як дорослим особинам притаманний вільний спосіб життя;
- морфологічно подібні до нематод;
- є активними гідрофілами;

Поділяють на два класи — Нектонематоди (Nectonematoida) й Гордіоїди (Gordioidea).
Детальніші відомості з цієї теми ви можете знайти в статті Волосові.
4. Скреблики (колючеголові, скреблянки) або Акантоцефали (лат. Acanthocephala) — гельмінти комах та рачків, які можуть бути випадково проковтнуті людиною;
Вони, головним чином, характеризуються:
- відсутність рота й травного тракту;
- наявність у передній частині тіла рухливого хоботка, який, як правило, вкритий колючими гачками[5];
- порожнисте тіло;
- зовнішні покрови складаються з тонкого тегументу, який вкриває епідерміс, що складається з синцитія, який не містить клітинної стінки.

Скребликів / скреблянок поділяють на три класи — Архіакантоцефали (Archiacanthocephala), Еоакантоцефали (Eoacanthocephala), Палеакантоцефали (Palaeacanthocephala).
Детальніші відомості з цієї теми ви можете знайти в статті Акантоцефали.

### Класифікація гельмінтів, які спричинюють захворювання у людей, за особливостями життєвого циклу
За особливостями життєвого циклу гельмінтів розділяються на три групи:
- Геогельмінти — характерна відсутність проміжного хазяїна, для розвитку яєць і личинок необхідне перебування їх у ґрунті протягом певного часу (аскарида, волосоголовець тощо);
- Біогельмінти  — розвиток гельмінта відбувається за участю не тільки остаточного хазяїна, а й проміжного, іноді не одного (свинячий й бичачий ціп'яки, тощо);
- Контагіозні антропонозні гельмінти — відсутні проміжні біологічні хазяї, людина є єдиним хазяїном, і яйця, які виділяються від хворого в зовнішнє середовище до моменту виділення повністю дозрілі (карликовий ціп'як) або дозрівають до ступеня високої інвазивності протягом буквально кількох годин на будь-яких об'єктах, навіть не на ґрунті (гострик). У гельмінтозів, які спричиняють такі гельмінти, велике значення у формуванні тривалого перебігу хвороби належить автоінвазії.

### Класифікація гельмінтів за механізмом передачі до людини
Гельмінти передаються наступними механізмами передачі:
- оральний (часто фекально-оральний) — яйця гельмінтів або проміжні стадії біогельмінтів потрапляють через заражену воду, харчові продукти, побутовим шляхом у травну систему людини, де відбувається їхня активація;
- перкутанний — частіше за все личинки паразита самостійно просвердлюють неушкоджену шкіру і проникають всередину організму;
- трансмісивний — личинки проникають в кровотік внаслідок укусу живого переносника;

Деякі з гельмінтів використовують два механізми. Наприклад, кишкова вугриця, збудник стронгілоїдозу можуть передаватися як орально, так і перкутанно.

### Класифікація гельмінтів за місцем локалізації в організмі людини
Згідно з цією класифікацією гельмінтів поділяють на:
- Кишкові (аскарида, гострик, волосоголовець тощо) — це найчастіша локалізація гельмінтів в людини;
- Позакишкові (котячий сисун, ехінокок тощо).

## Методи виявлення гельмінтів у організмі людини

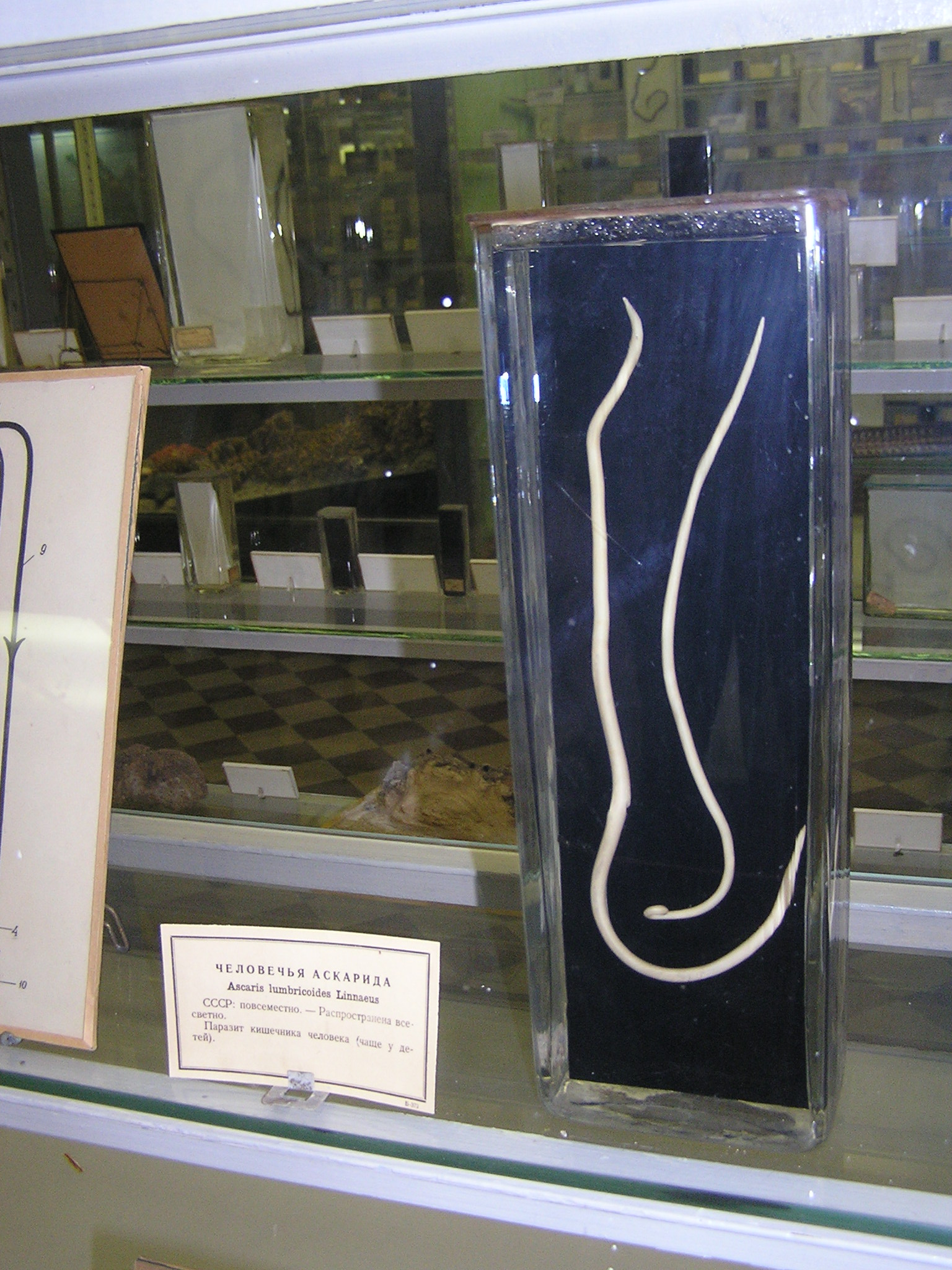
Людська аскарида, самець і самиця, музейний експонат.

В Україні є 4 види гельмінтів, яких (або їх частки) заражена людина може у себе побачити сама: гострик, аскарида, бичачий і свинячий ціп'яки.
Але для виявлення гельмінтів у організмі людини потрібно застосувати певні діагностичні методи й способи. Сучасні методи діагностики глистяних інвазій нині включають:
- мікроскопічний (гельмінтоскопія — варіант паразитоскопії):

- нативний мазок фекалій для виявлення яєць гельмінтів (овокопромікроскопія — дослівно мікроскопія яєць у фекаліях);
- товстий мазок фекалій з целофаном по Като для виявлення яєць гельмінтів;
- після зішкребу з періанальних складок для виявлення яєць та тіл гостриків;
- методика липкої стрічки Грехема;
- методика Гіммельфарба при ентеробіозі;
- методика мікроскопії калу після попереднього збагачення флотацією, осадженням чи центрифугуванням — методики Телемана, Фюллеборна, Калантарян, Рітчі, за допомогою одноразових концентраторів «Парасеп» тощо;
- методика очищення калу детергентами (пральні порошки) від супутніх біологічних домішок;
- методика мікроскопії консервованих мазків фекалій після очищення калу детергентами;
- виявлення живих личинок гельмінтів (закручування за Шульманом, методики Бермана, Брумпта, Харада—Морі тощо) — методика прямої мікроскопії проглотид стрічкових гельмінтів,
- методика овомікроскопії дуоденального вмісту, мокротиння, сечі, крові тощо при позакишкових гельмінтозах;

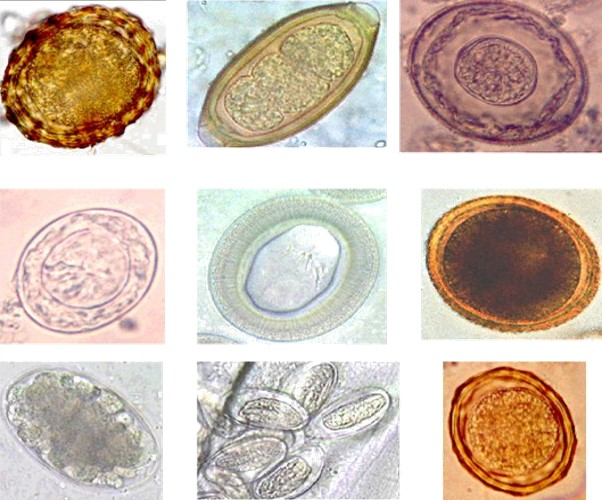
Яйця різних видів гельмінтів — Ascaris fertile, Trichocephalus trichuris, Hymenolepis diminuta, Hymenolepis nana, Tenia, Toxocara canis, Necator americanus, Enterobius vermicularis, Ascaris lumbricoides (зверху до низу).

- патоморфологічний — дослідження біоптатів м'язів при трихінельозі, тканин при цистицеркозі тощо;
- цитологічний — дослідження вмісту паразитарних кіст при ехінококозі та альвеококозі;
- серологічний — різного роду серологічні реакції (РНГА, РЗК, РІФ тощо);
- топічна діагностика — ультразвукове дослідження органів, МРТ, КТ тощо.